# Coelosaurus antiquus
Coelosaurus antiquus (лат.) («древний полый ящер») — вид динозавров-теропод. Был описан в 1865 году Джозефом Лейди на основе двух большеберцовых костей, найденных в формации Нэйвсинк, Нью-Джерси. 
В 1865 году Джозеф Лейди причислил две большеберцовые кости из формации Нэйвсинк к виду Coelosaurus antiquus. Эти кости были впервые отнесены к орнитомиму в 1979 году Дональдом Бэрдом и Джоном Р. Хорнером под именем Ornithomimus antiquus, позже их поддержали некоторые другие учёные. Тем не менее, другие исследователи не последовали этой классификации и отметили, что нет никаких оснований для причисления образцов из Нью-Джерси к роду, известному только из западной части Северной Америки. Тем не менее, Дэвид Вайсхампель в 2004 году рассматривал Coelosaurus antiquus как занимающего неопределённое положение среди прочих орнитомимозавров и, следовательно, nomen dubium.
Обычно это сделало бы орнитомима младшим синонимом Coelosaurus, но Бэрд и Хорнер обнаружили, что название Coelosaurus было занято сомнительным таксоном на основе одного позвонка, названного так неизвестным автором. Сейчас известно, что это сделал Ричард Оуэн в 1854 году.